# Nationalversammlung von Madagaskar
Die Nationalversammlung von Madagaskar (Malagasy Antemieram-pirenena eto Madagasikara, französisch Assemblée nationale du Madagascar) ist das Unterhaus im nationalen Zweikammersystem der Republik Madagaskar, das zusammen mit dem Senat das Parlament von Madagaskar bildet.
Die Nationalversammlung besteht aus insgesamt 151 Abgeordneten, die jeweils für vier Jahre gewählt werden.
Sie hat ihren Sitz in der Hauptstadt Antananarivo.

## Wahlen
Die letzten Wahlen fanden am 27. Mai 2019 statt.
Nach den vorletzten Wahlen am 20. Dezember 2013 trat das neue Parlament am 18. Februar 2014 zusammen. Für 4 Wahlkreise wurden Nachwahlen am 26. August 2014 angeordnet.